# Ari-Pekka Nikkola
Ari-Pekka Nikkola, finski smučarski skakalec, * 16. maj 1969, Kuopio, Finska. 

## Začetek
Ari-Pekka je leta 1987 postal mladinski svetovni prvak v Asiagu, prvič je v svetovnem pokalu nastopil na Novoletni turneji v sezoni 1985/86 v  Oberstdorfu.

## Uspehi
Na olimpijskih igrah v  Calgaryju je s finsko ekipo osvojil zlato, dosežek je ponovil tudi na igrah v Albertvillu. Posamično je bil najboljši 15. v Albertvillu. Bil je tudi član ekip, ki so osvojile naslov svetovnega prvaka v letih 1987, 1989, 1995 in 1997, vse na veliki skakalnici. Posamično je bil srebrn leta 1989 in bronast leta 1991. 
V sezoni 1989/90 je osvojil svetovni pokal.

## Trenerska kariera
Kariero je zaključil po sezoni 1998/99. Nato se je izšolal za trenerja, treniral je tudi Mattija Hautamäkija.
Leta 2006 je postal trener slovenske B-reprezentance, 25. januarja 2007 pa je bil imenovan za glavnega trenerja, kar je ostal do konca sezone 2007/08.

## Dosežki

### Zmage
Nikkola je osvojil 9 zmag svetovnega pokala:
| Sezona  | Država/Prizorišče |
| ------- | ----------------- |
| 1986/87 | Lahti             |
| 1986/87 | Örnsköldvik       |
| 1989/90 | Lake Placid       |
| 1989/90 | Innsbruck         |
| 1989/90 | Planica (K-120)   |
| 1989/90 | Engelberg         |
| 1990/91 | Innsbruck         |
| 1995/96 | Chamonix          |
| 1995/96 | Saporo            |

## Zanimivosti
Ari-Pekka Nikkola je "glavni junak" priljubljene popevke slovenskega pevca Zorana Predina Gate na glavo.